# Provinsen Pingyuan
Pingyuan var en provins i norra Kina som etablerades av Folkrepubliken Kinas regering 1949 och upplöstes 1952, då dess territorier delades mellan Henan och Shandong-provinserna. Provinsens huvudstad var Xinxiang, som idag tillhör Henan-provinsen.
Provinsen bestod av följande prefekturer:
- Xinxiang (i nuvarande Henan)
- Puyang (i nuvarande Henan)
- Anyang (i nuvarande Henan)
- Heze (i nuvarande Shandong)
- Huxi (i nuvarande Shandong)
- Liaocheng (i nuvarande Shandong)

## Källa
- Xiuzhen Zhonghua renmin gongheguo fensheng jitu (Beijing: Yaguang yudi xueshe chuban, 1950).